# Église Saint-Martin de Billy-sur-Ourcq

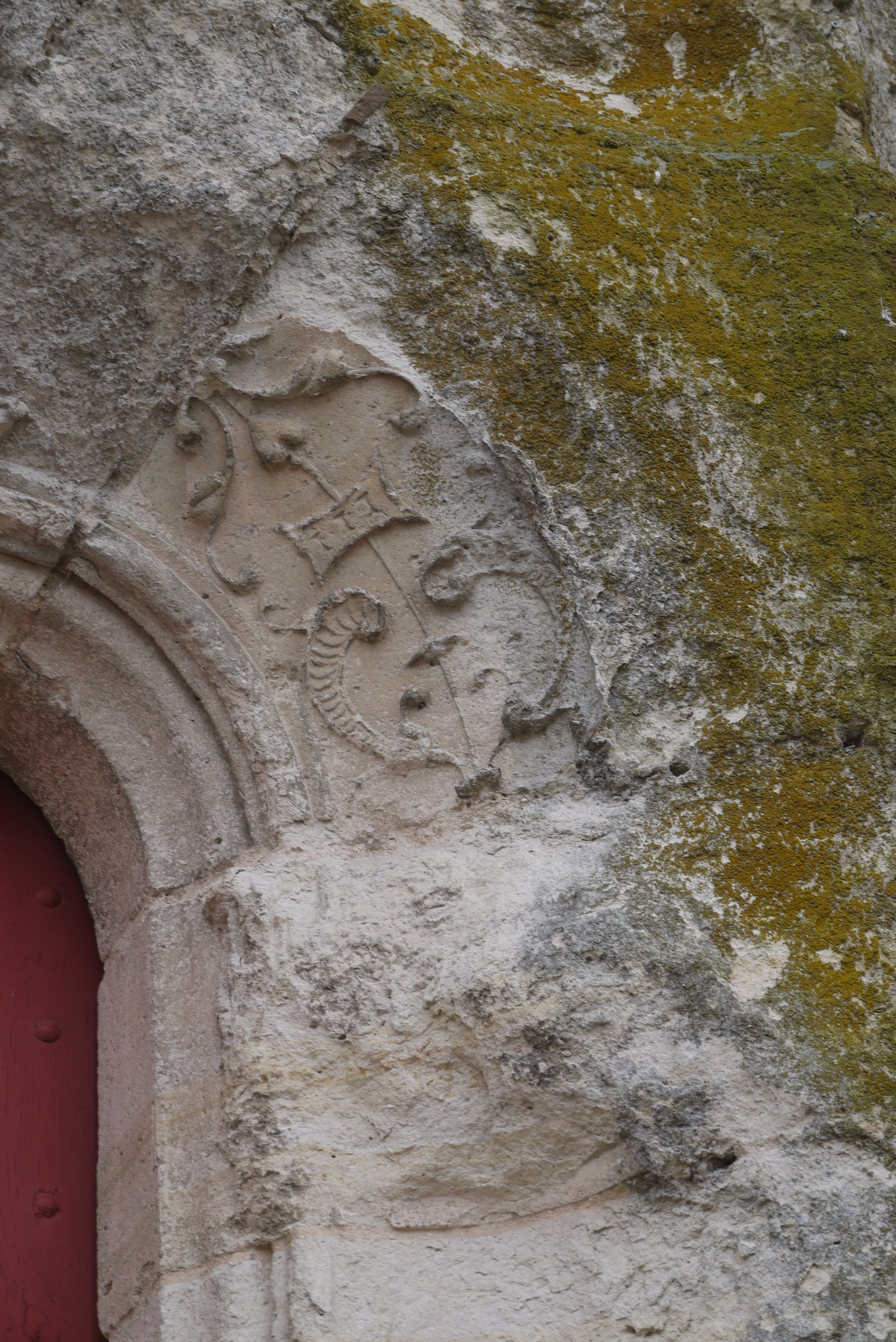
Détail d'un élément sculpté.

L'église Saint-Martin est une église située à Billy-sur-Ourcq, en France.

## Localisation
L'église est située sur la commune de Billy-sur-Ourcq, dans le département de l'Aisne.

## Historique
Le monument est classé au titre des monuments historiques en 1922.